# 친애적번역관
《친애적번역관》(親愛的飜譯官, 중국어: 亲爱的翻译官)은 2016년 방송되었던 중국의 드라마이다.

## 소개
- 어렸을 때부터 통역관이 되는 꿈을 가지고 자란 주인공이 우연히 천재 통역관을 만나게 되면서 서로 실력을 겨루며 경쟁하게 되는 이야기

## 등장 인물
- 양미 - 차오페이 역
- 황쉬안 - 천지아양 역
- 가오웨이광 - 가오지아밍 역
- 저우치치 - 웬샤오화 역
- 리시루이 - 우자이 역
- 장운룡 (张云龙) - 왕쉬동 역
- 왕인군 (王仁君) - 펑난 역
- 장명명 (张明明) - 아오천 역
- 왕지 (王智) - 왕린린 역
- 오면 (吴冕) - 장사오추 역
- 유교심 (劉交心) - 청시위안 역
- 정옹 (程雍) - 문도 역
- 맹수 (孟秀) - 교모 역